# Кукисвумчор
Кукисвумчор (рус. Кукисвумчорр) планина је у планинском масиву Хибинских планина у Мурманској области, на северозападу Русије. Лежи на надморској висини од 1.143 метра и налази се у централном делу Хибина.
У северном делу планине налазе се два мања ледника, а западним делом протиче река Вудјаврјок, а на њеним обронцима свој ток започињу и реке Туљок и Кунјок. У подножју се налазе језера Мали и Велики Вудјавр.
На јужним обронцима налази се туристички центар за слободно скијање.